# Дихлоруксусная кислота
Дихлоруксусная кислота — химическое вещество с формулой Cl2CHCOOH. Производное уксусной кислоты.

## Свойства
tпл 10,8 °C (по другим данным 9,5 °C, 13,5 °C), tкип 192—194 °C (с разложением). Растворима в воде (2,63г/100г при 20 °C), спирте, ацетоне, диэтиловом эфире. Плотность 1,57 г/см³ (20 °C).
Сильная органическая кислота, pKa (1) = 1,25 (25 °C, вода).
Является весьма сильным коррозионным агентом. При вдыхании разрушает слизистые оболочки носоглотки и верхних дыхательных путей.

## Синтез
В лабораторной практике для синтеза дихлоруксусной кислоты и ее амида используются реакции хлоральгидрата с цианидами.
Так, взаимодействие хлоральгидрата с водным растовром цианида натрия в присутствии карбоната кальция ведет к образованию раствора дихлорацетата, из которого дихлоруксусную кислоту выделяют подкислением и дальнейшей экстракцией эфиром, выходы составляют 88–92%:
CCl3CH(OH)2 + CN- {\displaystyle \to } CHCl2COO-
Реакция эфирного раствора хлоральгидрата с раствором цианидом калия в концентрированном водном растворе аммиака используется как метод синтеза дихлорацетамида, выходы - 65–78%:
 : CCl3CH(OH)2 + KCN + NH3 {\displaystyle \to } CHCl2CONH2

## Применение
Находит применение в качестве полупродукта в органическом синтезе, как сама кислота, так и её производные используют в производстве косметических и лекарственных средств.
В качестве лекарственного препарата используются исключительно соли ДХА, а не сама кислота - в силу агрессивности этого вещества.
Кроме того, сама дихлоруксусная кислота обладает высокой антивирусной и противогрибковой активностью. Показано, что при применении в качестве лекарственного препарата, по-крайней мере у мышей, в высоких дозах оказывает канцерогенный эффект. При повышенных дозах оказывает обратимые нейротоксичные эффекты, особенно в периферической нервной системе. В умеренных дозах переносится хорошо .

### Потенциальная противоопухолевая активность
Соли дихлоруксусной кислоты (дихлорацетаты натрия и калия) в настоящий момент интенсивно изучаются в качестве экспериментальных противоопухолевых средств. В настоящее время ищут способы снижения токсичности этого препарата и исследования его эффективности при лечении некоторых форм рака. Запатентовать его нельзя (препарат считается общественным достоянием; первые попытки использовать ДХА для лечения собак и попытки лечить им лактацидоз у человека относятся ещё к 1864 году; однако по-крайней мере несколько попыток запатентовать метод лечения уже предпринимались) , поэтому исследования ведутся только на деньги государственных и благотворительных фондов, а также частных лиц и на общественные онлайн-пожертвования.
Для раковых клеток характерно повышение гликолиза, потому что для получения энергии они используют анаэробное дыхание, которое протекает в цитозоли (брожение молочной кислоты), а не Окислительное фосфорилирование в митохондриях (Эффект Варбурга), что приводит к гипоксии, которая существует в опухолях и препятствует работе митохондрий. Обычно опасно повреждённые клетки убивают себя путём апоптоза, механизмом самоуничтожения, который вовлекает митохондрии, но этот механизм нарушается в раковых клетках.
Идея исследовать возможность применения ДХА для лечения лактацидоза возникла в связи с тем фактом, что дихлорацетат-ион способен ингибировать киназу пируватдегидрогеназы, тем самым активируя последний фермент - что должно способствовать восстановлению лактата до пирувата и, в конечном счёте, окислению пирувата в митохондриях. Это было подтверждено до-клиническими испытаниями in vitro и на мышах. Однако первые контролируемые клинические исследования (фазы I) на больных врождённым лактацидозом детях показали, что препарат, хотя обычно и хорошо переносится, каких-либо заметных улучшений не вызывает. В отдельных случаях (дети с синдромом MELAS,  иначе - митохондриальной энцефаломиопатией) была показана сильная нейротоксичность препарата - снова без каких-либо убедительных признаков пользы лекарства. Исследования препарата после этого продолжились и некоторая его эффективность была показана .
Потенциальное использование ДХА в организме осложнено его плохой биодоступностью и ограниченной способностью проникнуть в его мишени - митохондрии. Результаты первой фазы испытаний были опубликованы в январе 2007 исследователями из университета Альберта, в них определяли действие ДХА на клетки опухолей человека, перевитых мышам, и показали, что ДХА восстанавливает митохондриальную функицию, таким образом, восстанавливает апоптоз и позволяя раковым клеткам самоликвидироваться и уменьшать размеры опухоли.
Эти результаты привлекли широкое внимание средств массовой информации, начинаясь со статьи в New Scientist названной "Дешёвый 'безопасный' препарат убивает большинство опухолей". Впоследствии, к американскому Противораковому обществу и другим медицинским организациям был проявлен большой общественный интерес и им задали много вопросов о ДХА. Клинические испытания у лиц с опухолями не были проведены в США и всё ещё не закончены в Канаде, что подчёркивает необходимость осторожно интерпретировать предварительные результаты.
В 2010 году было показано, что при раке толстой кишки применение ДХА ведёт не к активации апоптоза среди раковых клеток, а к его подавлению - что показывает, что по крайней мере при некоторых типах рака применение ДХА может вести к пагубным последствиям, и что нужны дополнительные исследования, прежде чем можно будет считать препарат безопасным для лечения рака.
Исследования II фазы показали минимальные побочные эффекты препарата, приемлемый уровень безопасности (за исключением случаев наличия у пациентов некоторых дополнительных патологий и некоторых форм рака) и наличие связи с некоторой степенью регресса опухолей - на фоне неэффективности некоторых других форм химиотерапии. В данный момент проходят исследования фазы III (преимущественно, в Канаде).

### Нейротоксичность
Вызываемые препаратом нейропаталогии заключаются в нарушении координации, изменении сознания, иногда - в наступлении летаргии. Показано, что лечение с применением ДХА сопровождается развитием тиаминового истощения . В исследованиях на мышах показано, что при совместном введении тиамина нейротоксичность препарата нивелируется. Однако в исследованиях на людях подобная взаимосвязь не обнаружена. Прекращение приёма ДХА может возвращать координацию и сознание в норму - однако могут наблюдаться длительные (месяцы) изменения величин потенциалов действия в нейронах. Также опубликованы исследования, в которых авторы связывают с нейропатологиями обнаруженный повышенный уровень дельта-аминолевулиновой кислоты в моче. Предполагается, что это может быть связано с блокированием образования периферического миелина.
Может оказывать седативный эффект.